# Pastora Soler
 Pilar Sánchez Luque (Coria del Río, Sevilla, 28 de septiembre de 1978),  conocida artísticamente como Pastora Soler o la Voz de España, es una cantante y presentadora española. Empezó su carrera artística a la edad de 8 años versionando coplas y canciones flamencas. 
A lo largo de su carrera, ha recogido importantes premios dentro de su gremio como el Premio de la Música o el Micrófono de oro. Entre sus colaboraciones se encuentran artistas consolidados como Alejandro Sanz, Niña Pastori, Antonio Orozco, India Martínez, Vanesa Martín, Miguel Poveda, Antonio José, Manuel Carrasco, José Mercé, David Bisbal, María Peláe, Ruth Lorenzo, Malú,entre muchos otros. También ha actuado, entre otros lugares, en los Estados Unidos, Italia, Turquía, México, Argentina o Egipto.
En diciembre de 2011 fue designada por TVE para representar a España en el Festival de la Canción de Eurovisión 2012, que se celebró en Bakú, capital de Azerbaiyán, en el mes de mayo, con el tema Quédate conmigo, elegido por los telespectadores del canal público. Finalizó en la décima posición, mejorando notablemente los resultados de España desde 2004. Su actuación fue seguida en España por casi 9 millones de espectadores.
La artista también ha participado en otros programas de televisión como jueza en El número uno (Antena 3), y OT (La 1); así como coach en La voz senior (Antena 3) y participante de Mask singer: adivina quién canta (Antena 3). Acudió por primera vez a Tu cara me suena (Antena 3) en 2015 para imitar a Celine Dion, repitió la visita en 2018 y en 2021 cuando fue imitada por Diana Navarro y por María Pelae respectivamente.

## Biografía

### 1994: Inicios en la música yNuestras coplas

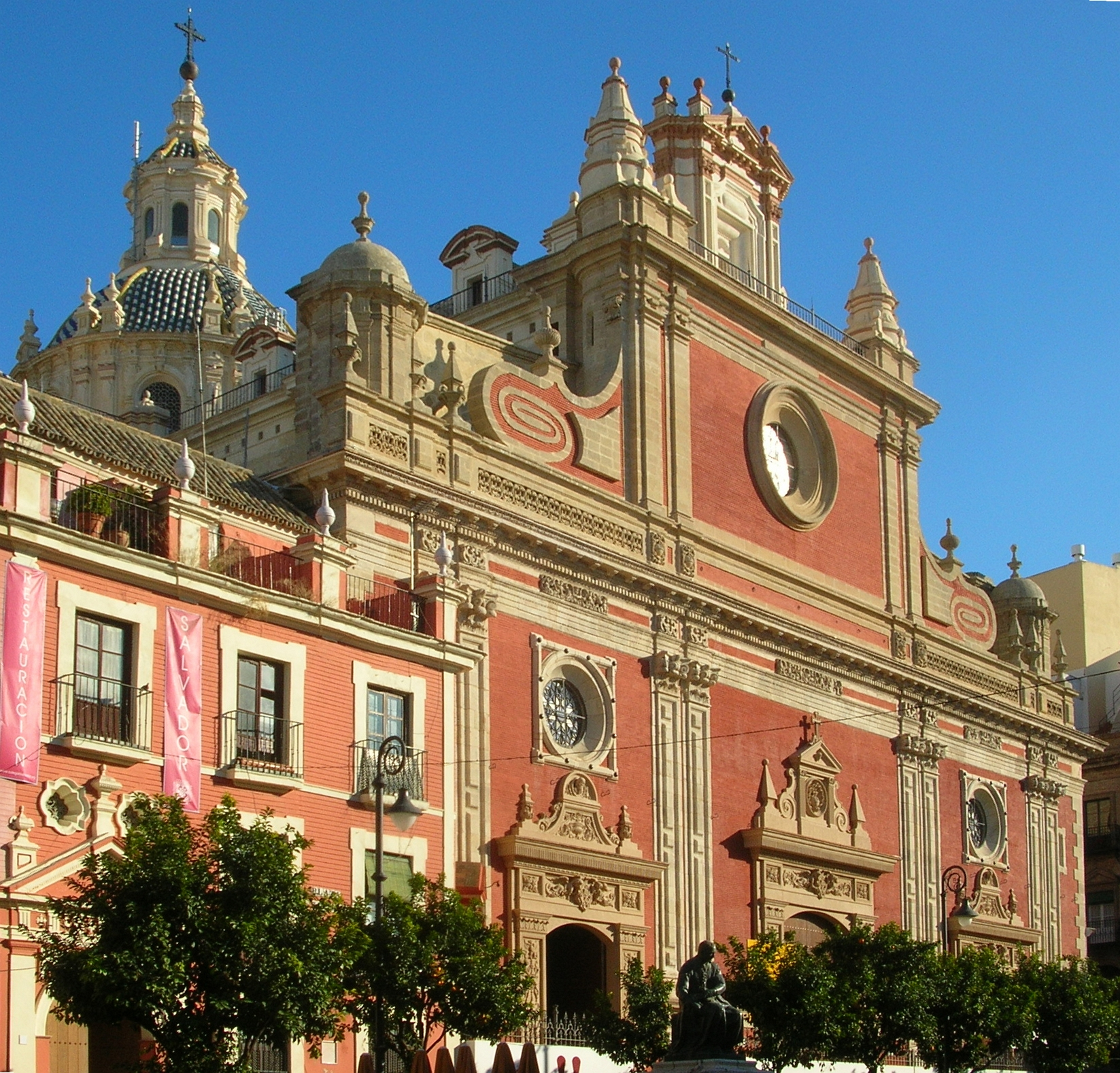
La actuación de Pastora en la Iglesia del Divino Salvador de Sevilla

Con tan solo cinco años, Pastora Soler inició su carrera de la música, actuando y cantando en una de las casetas de la “Feria de Sevilla”. Tres años después, Pastora empezó a recibir clases de canto profesional de la mano de Adelita Domingo. Formó parte de "Los chavalillos de España", una compañía dirigida por Lauren Postigo con la que recorrió parte de Andalucía. No fue hasta 1986, cuando la artista grabó su primer trabajo Gracias Madre, el cual está compuesto por cinco sevillanas, todas ellas dedicadas a las madres. El disco se editó en 1988 y es el único trabajo de la cantante firmado con el nombre de Pilar Sánchez.
A partir de ahí hizo presentaciones como en la “VI exaltación de la saeta”, en la Iglesia del Divino Salvador de Sevilla. En noviembre de 1993, la cantante fue recibida en la Hermandad de la Virgen de la Macarena de Sevilla y amadrinada por Juanita Reina, una de las grandes voces de la canción española. Ese mismo año, la artista firmó un contrato con la discográfica Polygram.
En 1994, Luis Sanz, descubridor de artistas como: Rocío Jurado, Lola Flores y Rocío Dúrcal, asistió a una audición de la cantante en casa del maestro Mudarra. A partir de ahí adoptó su nombre artístico Pastora Soler, lanzando en 1994 su primer trabajo discográfico titulado Nuestras coplas, compuesto por diez temas de León Quintero y Quiroga. Entre las que destacan Triniá, Romance de la Reina o Capote de grana y oro. Los arreglos y dirección musical fueron realizados por Luis Sanz y el compositor Gregorio García Segura.

### 1996-1999:El mundo que soñéyFuente de luna
Para el año 1996, la cantante publica su segundo álbum, El Mundo que Soñé, un trabajo muy distinto al anterior, alejándose de la copla y el flamenco y apostando por un sonido más moderno en el que participan artistas internaciones como el italiano Eros Ramazzotti, Manuel Alejandro o Alejandro Abad, entre otros. La dirección musical y arreglos estuvieron a cargo Eddy Guerin. Con este disco, la artista pone fin a su contrato con Polygram.
Poco a poco la cantante se hacía conocida en el mundo de la música, pero no fue hasta el lanzamiento de su tercer disco Fuente de Luna que la consagraría finalmente en el mercado musical. El álbum fue producido por el productor español Manuel Ruiz 'Queco' y se lanzó en junio de 1999, bajo el sello de EMI Music y siguió la misma línea musical de su disco anterior, incluyendo temas de corte Pop y sonidos árabes. El tema Dámelo Ya, fue el primer gran éxito de la cantante sevillana. Alcanzando el número uno, no solo en España, sino también en países como Turquía, donde fue número “1” durante 8 semanas consecutivas. En el 2000 se grabó una versión de este tema junto al cantante Tomasito, el cual se lanzó en Sencillo en CD y Maxi CD, y apareció posteriormente en el recopilatorio Grandes Éxitos del 2005. Asimismo, otros sencillos como: La Brisa, Diki Diki y Solo por Amarte fueron del gusto del público español, llegando a los puestos más altos de las listas de ventas. El álbum Fuente de luna vendió más de 120 000 copias en España.

### 2001: Éxito Internacional conCorazón congelado
Gozando de gran popularidad en su país y recibiendo buenas críticas por su último trabajo. Pastora Soler, lanza en 2001 su cuarto álbum de estudio Corazón congelado, esta vez de la mano de productores como Carlos Jean, Arturo Soriano y Paco Ortega. Los arreglos musicales estuvieron a cargo de Walter Tesoriere, adaptando sonidos de música italiana. 
De este álbum se lanzaron los sencillos: En mi soledad, Corazón congelado, Ven a mi y Otra ocupa mi lugar . Corazón congelado El tema fue elegido como sintonía de la edición de la Vuelta Ciclista a España de ese año. Para esta ocasión, la cantante grabó en la Plaza Mayor de Salamanca el spot publicitario que sirvió para promocionar este evento deportivo.
El anuncio tuvo un coste aproximado de 50 millones de pesetas y se grabó a lo largo de cuatro noches en la ciudad castellana. Su realización contó con un equipo de 40 personas, 100 extras y 32 ciclistas, que escenificaron una hipotética contrarreloj nocturna grabada en su gran mayoría con una cámara instalada en un helicóptero. Asimismo el disco incluye el tema Pa ti, pa ti, el cual formó parte del BSO de la película española I love you baby, protagonizada por Jorge Sanz y Verónica Forqué.
A mediados de 2001, realizó un dueto con el cantante español Raphael, interpretando el tema del grupo Mecano, "Una rosa es una rosa", incluido en su álbum Maldito Raphael. Corazón congelado, recibió un nuevo disco de platino superar las 100 000 copias vendidas.

### 2002-2003:Deseoy participación enEllas y magia
Considerada como una de las mejores voces del panorama español. Pastora Soler lanzó a finales del 2002 su quinto álbum de estudio Deseo, producido por Carlos Jean. Para este disco la cantante apuesta por sonidos más cercanos a la música electrónica. También se incluyen canciones de toques árabes, como es el que caso del tema Amor, amor. Para este trabajo, la cantante contó con la participación de compositores como: Noel Molina, John Parsons, Alfonso Pérez, Luis Dulzaides, Angie Bao, Paco Ibáñez, Arturo Soriano y la Orquesta Filmadrid. 
El primer sencillo de este disco fue Guerra fría, a la que le siguió el tema Herida. De estos temas se realizaron remixes logrando que la cantante sonara en todas las discotecas y radios de España, logrando así gran popularidad durante ese año. También se lanzaron temas como: Se me va la vida y Café Café. En una entrevista para el diario ABC aseguró que el nombre del álbum hace referencia a que se trata del disco que la cantante siempre ha querido hacer.
Posteriormente, Pastora colaboró en el disco de Carlos Jean Back to the Earth, en la canción "Capirusso man". El álbum Deseo logró vender más de 80 000 copias logrando así otro disco de oro. 
En el año 2003, la cantante participó en el proyecto llamado Ellas & Magia. Se trata de un DVD musical que reunió las mejores voces femeninas españolas del momento para versionar grandes clásicos de Disney. En este trabajo participaron cantantes de la talla como: Malú, Marta Botía, Marilia Andrés, Marta Sánchez, Merche o Lydia, entre otras. Pastora se encargó de dar su toque personal al tema "Mi reflejo", interpretado por Christina Aguilera en la versión original de la película Mulan.

### 2004:Grandes éxitosy colaboración enSamba pa’ ti

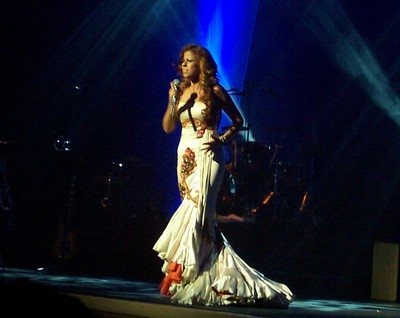
Pastora Soler, en una de sus actuaciones en directo.

Para finales del 2004, la cantante pide la carta de libertad en su contrato con EMI Music, para lo cual se lanza en 2005 Pastora Soler, Sus grandes éxitos, el primer recopilatorio de la artista sevillana y en donde podemos encontrar las canciones más conocidas de su etapa con la disquera EMI. Canciones como "Dámelo ya", "Corazón congelado", "Guerra fría", "Herida" y el dueto con el cantante Raphael, además de varios remixes, fueron incluidos en este recopilatorio.
Posteriormente, la artista participa en el disco Samba Pa' Ti, un disco donde artistas hispanos homenajean la música brasileña versionando temas clásicos de este país. La artista grabó 2 temas: "Por qué llorar" y "Desafinado", este último junto a Lolita, Lucrecia, Ana Belén y Carmen París. El álbum incluye un DVD con un documental llamado Aquarela do Brasil grabado en Madrid, Valencia, Barcelona, Salvador de Bahía y Río de Janeiro, que contiene declaraciones de todos los músicos intervinientes. 
El disco fue grabado en noviembre de 2004 bajo la producción de Luis Miguel Fernández, Fernando Illán y Julio Palacios.

### 2005-2006:Pastora Solery programaGente de Primera
En 2005 Pastora Soler, firma con la disquera Warner Music España, lanzando así el álbum Pastora Soler. Un nuevo trabajo homónimo, grabado entre Madrid y Milán entre octubre de 2004 y marzo de 2005. Fue producido por el italiano Danilo Ballo y en el que muestra una madurez musical y personal. En este trabajo la cantante cuenta con grandes compositores de la música española, tales como: Antonio Martínez Ares, responsable de éxitos de Pasión Vega o el cantante Raphael. Con este álbum la artista inicia una gira de promoción que la lleva a realizar conciertos y actuaciones por toda la geografía española. El disco debutó en el puesto 18 de la lista de los cien álbumes más vendidos de España.  El disco “Pastora Soler” vendió poco más de 50 000 copias.
El disco incluye 2 versiones, uno es el tema Non credere, una de los temas más emblemáticos de la cantante italiana Mina y otro es el tema La flor de Estambul, perteneciente al compositor Javier Ruibal. Ese mismo año colaboró con el cantante jerezano David DeMaría en el tema “Mi Trocito de Vida”, el cual se incluyó en su disco “Barcos de Papel”. El 8 de octubre de 2005, “La1” estrena la segunda temporada de Gente de primera, un concurso musical donde 12 cantantes consagrados apadrinan a nuevos talentos. En esta nueva edición, la cantante amadrinó a Mirela, una joven cantante en la categoría de “Canción Moderna”. Ambas cantaron a dúo los temas Amiga mía de Alejandro Sanz, Te quiero, te quiero de Nino Bravo y En mi soledad, de la propia cantante.
En el año 2006, fue galardonada en los Premios Dial. En noviembre de 2006 se estrena en España ¿Por qué se frotan las patitas?, una comedia musical dirigida por Álvaro Beniges y protagonizada por Lola Herrera. Pastora Soler prestó su voz en dos canciones. La primera, Tu frialdad, la canta a dúo con Raimundo Amador. La segunda, Yo soy rebelde, a dúo con India Martínez.

### 2007-2009:Toda mi verdadyBendita locura

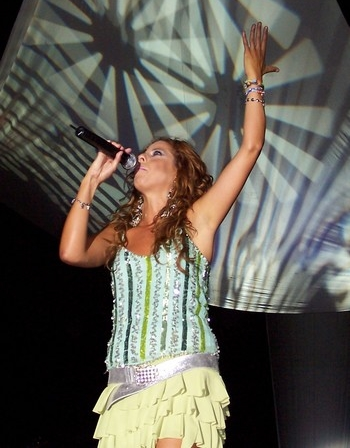
Pastora Soler en directo desde Albacete.

Para el año 2007, Pastora Soler lanza al mercado el álbum Toda mi verdad. Esta vez de la mano del productor Jacobo Calderón, el disco cuenta con diez canciones compuestas en su mayoría por el gaditano Antonio Martínez-Ares. En palabras de la cantante: "Toda mi verdad, es un disco muy profundo y por lo cual sentía necesidad de grabarlo en un lugar bonito, cerca del mar”. En este disco la artista se inicia como compositora, escribiendo el tema que le da nombre al disco. El primer sencillo elegido para promocionar este trabajo es el tema Quién, al que le seguirá Qué va a ser de mí y Por si volvieras. El álbum entró en el número 13 de la lista de los cien álbumes más vendidos de España.
En junio de 2007, comienza una nueva gira por España para presentar los nuevos temas de su séptimo álbum, así como para rememorar los éxitos que le han convertido en una de las voces más importantes de la música española. Para el 2008, la cantante recibió numerosos premios, tales como: Premio del Senado Mujer 2008, Premio 2008 Cadena Dial o Premios de la Música, donde la cantante recibió el premio en la categoría “Mejor álbum de canción española”. La gira llevada a cabo durante este año también la llevó a cruzar fronteras, ofreciendo diversos conciertos en Egipto. Sorprendentemente, y gracias a la buena acogida entre el público de El Cairo, Soler visitó varias veces la Opera House de la capital egipcia, donde solo habían cantado anteriormente tres cantantes españoles: Carreras, Plácido Domingo y Paco de Lucía.
Siguiendo la misma línea musical que “Toda Mi Verdad”, la cantante lanza su octavo álbum de estudio, Bendita locura. Este nuevo trabajo producido por Pablo Pinilla, tiene un sonido más fresco, con algo más de ritmo y un sonido más actual. “Bendita Locura”, cuyo tema homónimo fue primer sencillo, está compuesto de trece nuevas canciones entre las que se encuentra Esta vez quiero ser yo un dueto con Manuel Carrasco, David DeMaría, Martínez Ares, Esmeralda Grao, Vanesa Martín, David Santiesteban, José Abraham o Alejandro Sanz. Corazón bandolero es la única canción compuesta por la cantante, tras su primera experiencia como compositora en el álbum anterior. Fue grabado entre Madrid y Roma, contando con la colaboración de la Orquesta Filarmónica de la capital italiana para un total de cuatro temas. En noviembre de ese año, se lanza el segundo sencillo del álbum, Esta vez quiero ser yo. El video fue grabado en un Loft de la capital y se realizó bajo la dirección de Daniel Etura.
Bendita Locura entró en el puesto número 8 de la lista de los cien álbumes más vendidos en España. La campaña de promoción se llevó a cabo durante la primavera–verano de ese año y la gira se alargó hasta finales de 2009, a través de diversos conciertos repartidos por toda la geografía española. La mayoría de sus actuaciones se llevaron a cabo en teatros, entre los que destacaron el teatro Lope de Vega de Sevilla. Posteriormente, participó en el concierto “Artistas por la Paz”, donde también actúan Coti, Miguel Ríos y Cristina del Valle, entre otros. En diciembre de 2009,  protagonizó junto al cantante David DeMaría el anuncio de Navidad del canal autonómico andaluz Canal Sur.

### 2010: Álbum15 añosy programaMi primer olé

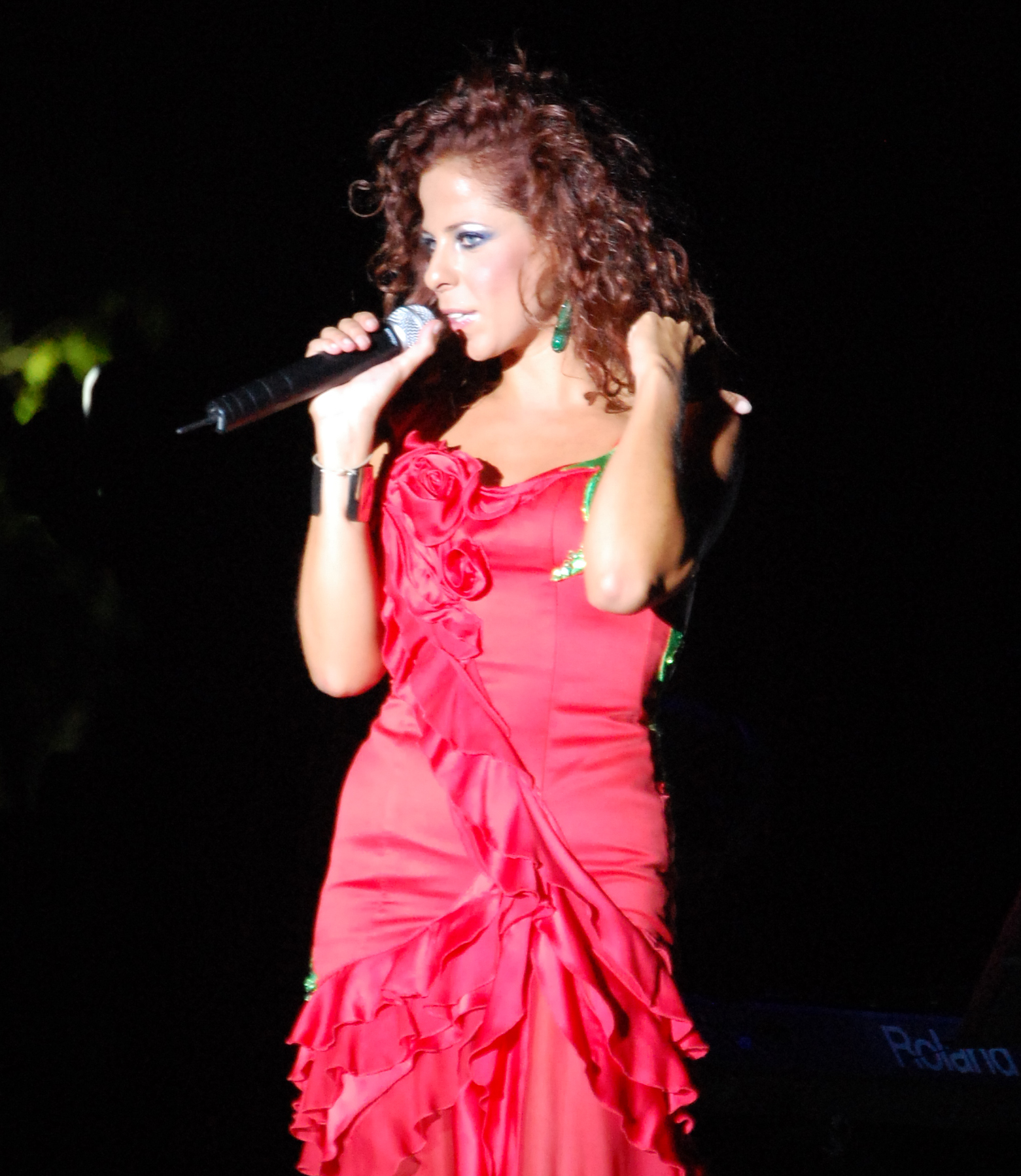
Pastora en una gira de conciertos durante 2009.

Gozando de gran popularidad en España y América Latina, Pastora Soler celebra sus quince años en el mundo de la música con la publicación de un trabajo titulado 15 años, el cual recoge sus canciones más exitosas, además de contar con la colaboración de Malú, Miguel Poveda o Manuel Carrasco. Este CD + DVD en directo, fue grabado el 5 y 6 de mayo de 2009 en el teatro Lope de Vega de Sevilla. Aunque como acaba de lanzar el álbum Bendita Locura, se deja para el año 2010 el lanzamiento de este álbum en directo y celebrar los 15 años, que en realidad eran ya 16. El sencillo elegido para promocionar este álbum en directo es la versión en acústico de La mala costumbre, un tema dedicado a su padre Francisco ya aparecido en su anterior álbum Bendita locura. El álbum entrará en el puesto 9 de los cien discos más vendidos en España. A partir de octubre, la cantante se embarca en una nueva gira titulada 15 años en el escenario con la que recorre, de la mano de la emisora radiofónica COPE, las principales capitales españolas. 
En junio de 2010 se anuncia que Pastora conducirá un nuevo espacio televisivo en Canal Sur. Se trata de Mi primer olé, un programa de talentos en el que niños andaluces muestran sus dotes para el flamenco. En su estreno, el concurso conducido por Soler lidera su franja de emisión, alcanzando un 12,9 % de porcentaje de audiencia y 229 000 espectadores de promedio. Asimismo colaboró en el álbum de la cantante Lolita, De Lolita a Lola. En él canta a dúo el tema Limosna de amores. También participará en Andalucía. Por la humanidad, un disco que busca recaudar dinero para fines benéficos y en el que Pastora versiona el himno de Andalucía junto a David DeMaría y Vanesa Martín.

### 2011-2012:Una mujer como yoy Festival de Eurovisión
Después de recibir múltiples premios e iniciar una gira por América, la cantante lanza en octubre de 2011 Una mujer como yo, un disco cuya producción estuvo nuevamente a cargo de Pablo Pinilla. El primer sencillo de este disco fue “Demasiado Amor”, tema compuesto por César G. Ross y Pablo Pinilla y cuyo videoclip fue dirigido por Daniel Etura y se llevó a cabo en una sala de Madrid con la colaboración de algunos de sus seguidores. Este nuevo trabajo incluye temas como: "Vamos", una canción compuesta por ella misma junto a Malú y Vanesa Martín, una versión del clásico "Yo no te pido la luna"; "Tu vida es tu vida" con letra de Juan Mari Montes y música de Max Minoia; "Que no muera el amor" de Devid DeMaría y David Santisteban; "Cantaré" de Juan Mari Montes y Piero Lerede; y "A ti", un tema dedicado a sus seguidores.
En palabras de la cantante: "El sonido de Una mujer como yo se encuentra entre Toda mi verdad, un disco intenso en continente y contenido y Bendita locura, más divertido y liviano". La recepción del álbum fue positiva entrando directamente al puesto 3 de los cien discos más vendidos en España, convirtiéndose en la entrada más exitosa de la sevillana en su etapa con la discográfica Warner. Ese mismo año, la cantante colabora en el disco Mío de David Bustamante, en el tema “Bandera blanca”.
El 21 de diciembre de 2011, RTVE, a través de Mariló Montero, presentadora de La mañana de La 1, confirmaba de manera oficial que Pastora Soler sería la encargada de representar a España en el próximo Festival de Eurovisión, cuya final se celebró en Bakú, capital de Azerbaiyán, el 26 de mayo de 2012 y la cual ganó la representante de Suecia, Loreen, Pastora quedó en décima posición con la canción Quédate conmigo.

### 2013-2015: ProgramaEl número 1, Lanzamiento deConócemey retirada temporal
Después de su paso por el Festival de Eurovisión. Pastora volvió a formar parte en un programa de televisión, esta vez como jurado del programa televisión El número uno junto a Mónica Naranjo, Pitingo y David Bustamante. En septiembre de ese año, lanza su disco Conóceme, compuesto casi en su totalidad por Tony Sánchez-Ohlsson, autor de «Quédate conmigo», también incluye un tema con letra de la cantante «Si vuelvo a empezar» dedicado a su marido y otro por José Abraham "Madre". El primer sencillo de este álbum fue “Te despertaré”, teniendo una excelente acogida. El disco fue grabado en Madrid y Estocolmo, tiene un ritmo pop aunque conserva, en parte, la esencia musical de sus trabajos anteriores, con sonidos latinos y otros con un aire más internacional.
Fue durante la gira de este álbum cuando el 8 de marzo de 2014 sufrió un desmayo que la llevó a alejarse temporalmente de los escenarios, retomando su gira en verano de ese año coincidiendo con la grabación del programa Se llama copla junior en Canal Sur. Ese año fue invitada a participar en el programa musical Hit-la canción interpretando el tema «Un ratito más», de la compositora Virginia Mos, el cual fue producido por Tony Sánchez-Ohlsson.
Fue así como el 1 de diciembre de 2014, la artista decidió hacer una pausa en su carrera musical debido a problemas de salud que le impedían actuar con normalidad sobre el escenario..

### 2017 - 2019: Regreso a la escena musical conLa tormentaySentir
Después de cumplir el sueño de ser madre y de un merecido descanso, la cantante empezó la grabación de su nuevo trabajo, esta vez de la mano del productor español Pablo Cebrián, el cual vio la luz en septiembre de 2017. El primer sencillo de este álbum se llama «La tormenta», el cual se estrenó el 14 de julio recibiendo críticas positivas por parte de la prensa. Asimismo, el 24 de junio participó como artista invitada en el concierto Más es más del cantante Alejandro Sanz, interpretando el tema «Si hay Dios». En agosto de ese año se anunció el lanzamiento de su nuevo trabajo discográfico La calma, que se estrenó el 15 de septiembre de 2017. Su vuelta con La calma se convierte en su primer número 1 en ventas en España.
En 2019 recibe la Medalla de Andalucía y el 18 de octubre lanza su último trabajo discográfico titulado Sentir producido por Pablo Cebrián con el tema Aunque me cueste la vida como primer sencillo compuesto por la misma Pastora Soler junto a David Santiesteban y Lorena Gómez estrenado el día 6 de septiembre. Cuenta con canciones compuestas por Conchita, Pablo Cebrián, Vanesa Martín, Tony Sánchez-Ohlsson, Gastelo o Vega, quien compone la canción que da nombre a este trabajo discográfico. No solo compone Aunque me cueste la vida, también ayuda en la composición del tema Al fondo a la izquierda junto a David Santisteban y Gonzalo Hermida.

## Festivales

### Festival de la Canción de Eurovisión
A finales del 2011 se confirmaba de manera oficial que Pastora Soler sería la encargada de representar a España en el siguiente Festival de Eurovisión, celebrada en Bakú, capital de Azerbaiyán, el 26 de mayo de 2012. "Es una artista con 17 años de carrera, andaluza, con mucho arte, y muchos registros en copla y pop. Todos queremos que Eurovisión recupere la esencia". De esta manera, Pastora Soler se convierte en la representante española del certamen. TVE organizó una gala televisada en el mes de marzo, el cual contó con un jurado profesional, el televoto y una votación previa por Internet se encargaron de elegir entre cuatro canciones finalistas. Tu vida es tu vida (de Max Minoia, Eleonora Giudizi y Juan Mª Montes) y Me despido de ti (de Marco Dettoni, Jerónimo Mansur (Xeronimo) y Javier Rodríguez), Ahora o nunca (de José Abraham) y Quédate conmigo, compuesta por Thomas G:son junto a Tony Sánchez Ohlsson y Erik Bernholm.
El 19 de marzo se presentó de cara al público el vídeo oficial de Quédate conmigo. La canción se retocó en Estocolmo (Suecia) en el estudio de Benny Andersson. El mezclador de la canción fue Bernard Löhr y el máster corresponde a Björn Engelman. El videoclip de "Quédate Conmigo" fue dirigido por Rafael Sañudo afirmando que: "He intentado darle a Pastora el máximo protagonismo a través de planos medios y cortos, con un estilismo y maquillaje muy cuidado sobre fondos negros, que le destaquen". España actuó en el decimonoveno lugar en la final del 26 de mayo en Bakú. Pastora finalizó en la décima posición con un total de 97 votos y fue la mejor clasificación española desde 2004. Tal fue el éxito y la acogida de Pastora Soler que el tema Quédate conmigo tuvo una versión en inglés titulada "Stay With Me" y salió a la venta el día 24 de julio de 2012, situándose en el quinto lugar de ventas de iTunes.

## Estilo Musical
Los dos primeros trabajos de Pastora tienen un claro referente flamenco. Fuente de luna supuso un cambio importante en la trayectoria de la sevillana ya que incluía por primera vez sonidos pop a sus canciones. Gracias a ello cosechó un éxito importante con su canción «Dámelo ya». Corazón congelado siguió esta tónica de conjugar sonidos cercanos al flamenco y toques pop. No fue hasta Deseo donde, además del pop, Pastora apostó por sonidos más cercanos al dance, gracias a que colaboró con Carlos Jean. Temas como «Herida» y «Guerra fría» lo demuestran. Sin embargo, pasada la etapa con Emi, Pastora firmó un contrato con Warner. Todos sus discos han supuesto una evolución al abandonar en cierta manera estos sonidos pop para dedicarse más a la canción melódica. Pastora siempre ha afirmado que escucha música muy variada. Entre sus influencias destacan Rocío Jurado, Joan Manuel Serrat, Alejandro Sanz, Ana Belén, Mónica Naranjo, Céline Dion, Barbra Streisand, entre otras. 

## Vida personal
Pastora Soler se casó el 17 de octubre de 2009 con su coreógrafo, el malagueño Francisco Viñolo Linares, con el que llevaba cinco años de relación. El matrimonio se realizó en la Parroquia de Santa María de la Estrella de Coria del Río, acompañada de sus familiares y artistas tales como: Carlos Baute, Manuel Carrasco, David DeMaría, entre otros. Fruto de este matrimonio han nacido dos hijas: Estrella (15 de septiembre de 2015) y Vega (28 de enero de 2020).

## Discografía
| Álbumes de estudio - 1994: Nuestras coplas - 1996: El mundo que soñé - 1999: Fuente de luna - 2001: Corazón congelado - 2002: Deseo - 2005: Pastora Soler - 2007: Toda mi verdad - 2009: Bendita locura - 2011: Una mujer como yo - 2013: Conóceme - 2017: La Calma - 2019: Sentir - 2022: Libra Álbumes recopilatorios - 2005: Sus grandes éxitos - 2014: 20 - 2024: "30" Álbumes en DVD o directo - 2010: 15 años 2 CDS + DVD - 2018: La Calma Directo 3 CDS + DVD Otros - 1988: Gracias Madre - 2006: Pastora Soler Edición Especial CD+DVD - 2012: Una mujer como yo Edición Eurovisión 2012 Televisión - 2008 Presentadora Mi Primer Olé Canal Sur - 2012: Representante Festival de Eurovision, TVE - 2013: Jurado El número uno, Antena 3 - 2008 Presentadora Se Llama Copla Junior Canal Sur - 2015: Asesora La voz kids, Telecinco - 2015: Actuación Invitada Tu cara me suena, Antena 3 - 2017: Protagonista Mi casa es la tuya, Telecinco - 2018: Jurado OT, TVE - 2018, 2021: Invitada especial Tu cara me suena, Antena 3 - 2019: Especial de Navidad Pastora Soler, TVE - 2019: Asesora La voz kids, Antena 3 - 2019: Protagonista Cena con mamá, TVE - 2020: Coach La voz senior, Antena 3 - 2020: Participante Mask Singer: adivina quién canta, Antena 3 - 2021-2022: Jurado Tierra de talento, Canal Sur - 2022: Actuación Invitada Benidorm Fest, TVE - 2022: Protagonista Gente Maravillosa, Canal Sur |

## Giras
- Gira Nuestras Coplas (1994/1995) (Madrid y Andalucía)
- Gira El Mundo que Soñé (1996/1997/1998)(Madrid y Andalucía)
- Gira Fuente De Luna (1999/2000)
- Gira Corazón Congelado (2001/2002)
- Gira Deseo (2003/2004)
- Gira Pastora Soler (2005/2006)
- Gira Toda Mi Verdad (2007/2008)
- Gira Bendita Locura (2009/2010)
- Gira 15 Años (2010/2011)
- Gira Una Mujer Como Yo (2012/2013)
- Gira Conóceme (2014)
- Gira La Calma (2017/2018/2019)
- Gira Sentir (2020/2021)
- Gira Que Hablen De Mi (2022/2023)
- Gira Libra (2023)
- Gira Rosas y Espinas (2024/2025)